# Franjo Türk (stariji)
Franjo Türk pl. od Karlovca grada (njem. Franz Xavier Türk Edler von Karlovacgrad; Szentgotthárd, 31. kolovoza 1800. – Karlovac, 10. svibnja 1889.), bio je hrvatski gospodarstvenik, trgovac i plemić.

## Životopis
Godine 1835. je postao počasni građanin Grada Karlovca, prvi u povijesti. S Vjenceslavom Turkovićem je 1858. godine osnovao poduzeće Turković-Türk, koje je bilo vodeće u trgovini hrastovim dužicama i žitaricama u Hrvatskoj, a djelovalo do 1886. godine. Godine 1882. na dražbi koju je raspisala Zemaljska vlada, Turković i Türk su kupili vlastelinstvo u Kutjevu za 1.350.000 forinti. Türk je bio karlovački gradski zastupnik. Godine 1884. predložio je Hrvatskom saboru da se Karlovcu pripoje općine Banija i Švarča.
Za mnogobrojne zasluge koje je stekao za opće dobro, Türku je 24. listopada 1877. godine austrijski car Franjo Josip I. dodjelio ugarsko plemstvo sa naslovom "od Karlovca grada".
Umro je 1889. godine u Karlovcu. Tri godine kasnije njegovi posmrtni ostaci su premješetni u obiteljski mauzolej. Godine 2014. njemu u čast postavljena je spomen-ploča u Karlovcu.

## Brak i potomstvo
Türkova supruga zvala se Katharina, rođena Jakšić. Imali su četvoro djece: Franjo (rođen 1836.), Ivana (rođena 1837.), Kamilo (rođen 1840.) i Eugen (rođenog 1841.). Unuka Irena se udala za unuka Ivana Mažuranića.

## Vanjske poveznice
- Franjo Ksaver pl. Türk od Karlovca grada, Fotografija iz 1865.